# تپه اک
تپه اک مربوط به اواخر است و در شهرستان قزوین، بخش مرکزی، روستای اک اقبال واقع شده و این اثر در تاریخ ۲۵ اسفند ۱۳۸۰ با شمارهٔ ثبت ۵۵۳۰ به‌عنوان یکی از آثار ملی ایران به ثبت رسیده است.